# Bucculatrix stictopus
Bucculatrix stictopus är en fjärilsart som beskrevs av Walsingham 1914. Bucculatrix stictopus ingår i släktet Bucculatrix och familjen kronmalar. Inga underarter finns listade i Catalogue of Life.